# Distretto di Hanting
Il distretto di Hanting (寒亭区S, Hántíng QūP) è un distretto della Cina, situato nella provincia dello Shandong e amministrato dalla prefettura di Weifang.